# Nagydilzsa
Nagydilzsa románul: Dâlja Mare, település Romániában, Erdélyben, Hunyad megyében.

## Fekvése
Petrozsény mellett fekvő település.

## Története
Nagydilzsa, Dilzsa nevét 1808-ban Dilsa, Dilsapetros néven említette először oklevél.
1861-ben Dilsa-Petros, Dilzsa, Petrozsény, 1854-ben Petroseni Dilzsa, 1913-ban Nagydilzsa, Dîlja Mare néven írták.
Korábban Petrozsény (Petroşani) része volt. 1956-ban a várost alkotó településként adatai Petrozsényhez (Petroşani) voltak
számítva.
Nagydilzsának 1910-ben 427 lakosa volt, melyből 353 román, 61 magyar volt. 1966-ban 559 lakosából 505 román 48 magyar, a többi egyéb volt. 1977-ben 376 lakosából 365 román, 9 magyar, 2 német volt.
1992-ben 297, a 2002-es népszámláláskor pedig 265 román lakosa volt.